# 豊田スチールセンター
豊田スチールセンター株式会社（英: TOYOTA STEEL CENTER CO.,LTD）は、愛知県東海市に本社を置く、鉄鋼ならびに非鉄金属製品の加工及び販売を行うトヨタグループのメーカー。

## 設立背景
昭和40年代にトヨタ自動車の生産台数は飛躍的に増加し、トヨタグループ各社には鉄鋼の安定的な供給の必要性が切実な課題となっていた。
また鉄鋼メーカー各社にも、トヨタグループへの効率的な供給体制が必要となっており、トヨタグループの総合商社である豊田通商が、両者のニーズを具体化すべく、トヨタ自動車及びグループ会社に提案、鉄鋼メーカー各社の協力を得て同社の設立を行った。

## 沿革
- 1968年3月 - 会社設立。
- 1969年
  - 1月 - 第1期加工工場建屋（18,000m2）竣工。
  - 9月 - 鋼板倉庫（8,400m2）竣工。
- 1970年12月 - 条鋼倉庫（5,400m2）竣工。
- 1977年4月 - トヨタ自動車工業（当時）生産調査室によるトヨタ生産方式の常駐指導（～1978年1月）。
- 1979年7月 - 線材倉庫（3,720m2）竣工。
- 1981年3月 - 田原流通センター（現・田原工場）竣工。
- 1983年5月 - P.T.スチールセンター・インドネシア発足、技術支援開始。
- 1984年8月 - ステンレス加工工場（8,275m2）竣工。
- 1987年7月 - 会社商号を「とよだ」から「とよた」に変更。
- 2000年12月 - ISO 14001認証取得。物流システムコンテナ・バンニング・テクノロジー（CVT）事業開始。
- 2002年10月 - CVTが日本ロジスティックス大賞受賞。
- 2003年
  - 9月 - 本社工場埠頭にRO-RO船（船中にトレーラ乗込み）入港開始。
  - 11月 - 外板材・精整加工スリッターライン稼動（SL-1）。
- 2005年3月 - ISO 9001認証取得。
- 2006年
  - 2月 - レーザブランク稼動（LC-3）。
  - 11月 - テーラードウェルディッドブランク稼動（TWB）。
- 2007年5月 - 修技塾（技能習得・伝承）の開設。
- 2008年10月 - 外板トラペ加工レベラーライン稼動（SE-9）。
- 2010年10月 - 田原工場埠頭にRO-RO船入港開始。
- 2011年10月 - 中厚板加工新スリッターライン稼動（SL-3）。
- 2017年5月 - CVT累計出荷10万コンテナ達成。

## 事業内容
- 鉄鋼ならびに非鉄金属製品の加工及び販売
- 物品の保管及び運送
- 自動車の解体及び発生屑ならびに部品の販売
- 前各号に付帯関連する一切の業務

## 事業所
- 本社・本社工場
  - 〒476-8533　愛知県東海市新宝町33-4
- 田原工場
  - 〒441-3401　愛知県田原市緑が浜4号1番地2

## 主要取引先・納品先
- 豊田自動織機
- トヨタ自動車
- 愛知製鋼
- ジェイテクト
- トヨタ車体
- 豊田通商
- アイシン
- デンソー
- トヨタ紡織
- 豊田合成
- 他トヨタグループ関連各社約2,000社